# Takáts Ernő
Takáts Ernő (Budapest, 1896. május 6. – Budapest, 1951. augusztus 17.) római katolikus pap, teológiai doktor, nyelvtudós, bibliafordító, a Budapesti Egyetem Hittudományi Karának tanára, a Szent István Társulat vezérigazgatója.

## Élete
Budapesten, Nagyszombatban és Bécsben tanult. 1918-ban szentelték pappá. Budapesti iskolákban tanított, majd 1922–1924-ben a budapesti egyetemen finn, görög, és latin nyelvet oktatott. 1924-ben Bécsben teológiai doktorátust szerzett. 1928-tól teológiát tanít a budapesti egyetemen. 1929-től vezetett a Szent István Társulatot. 1951-ben homályos körülmények között halt meg: az egyik verzió szerint öngyilkos lett, a másik szerint a házába behatoló ÁVO-sok láttára szívszélhűdést kapott.

## Műve
- Az Újszövetségi Szentírás a Vulgata szerint. Káldi György ford. nyomán átd., bev. és jegyz. a SZIT Szentírás Biz-a. (S.a.r.) Bp., 1947. Ebben egyes ószövetségi könyveket Takáts fordított.